# Ornitoquírids
Els ornitoquírids (Ornithocheiridae) són un grup extint de pterosaures dins el subordre Pterodactyloidea que va viure entre el Cretaci inferior i el Cretaci superior. Tradicionalment, es creu que els ornitoquèrids eren piscívors. Els isòtops de carboni de l'esmalt indiquen que poden haver capturat preses terrestres.

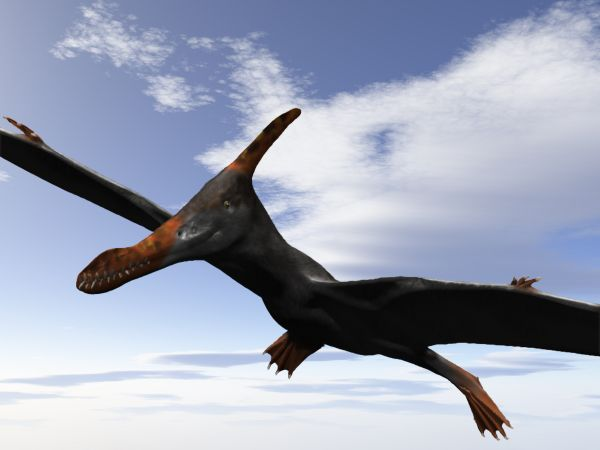
Recreació d'un Caulkicephalus trimicrodon
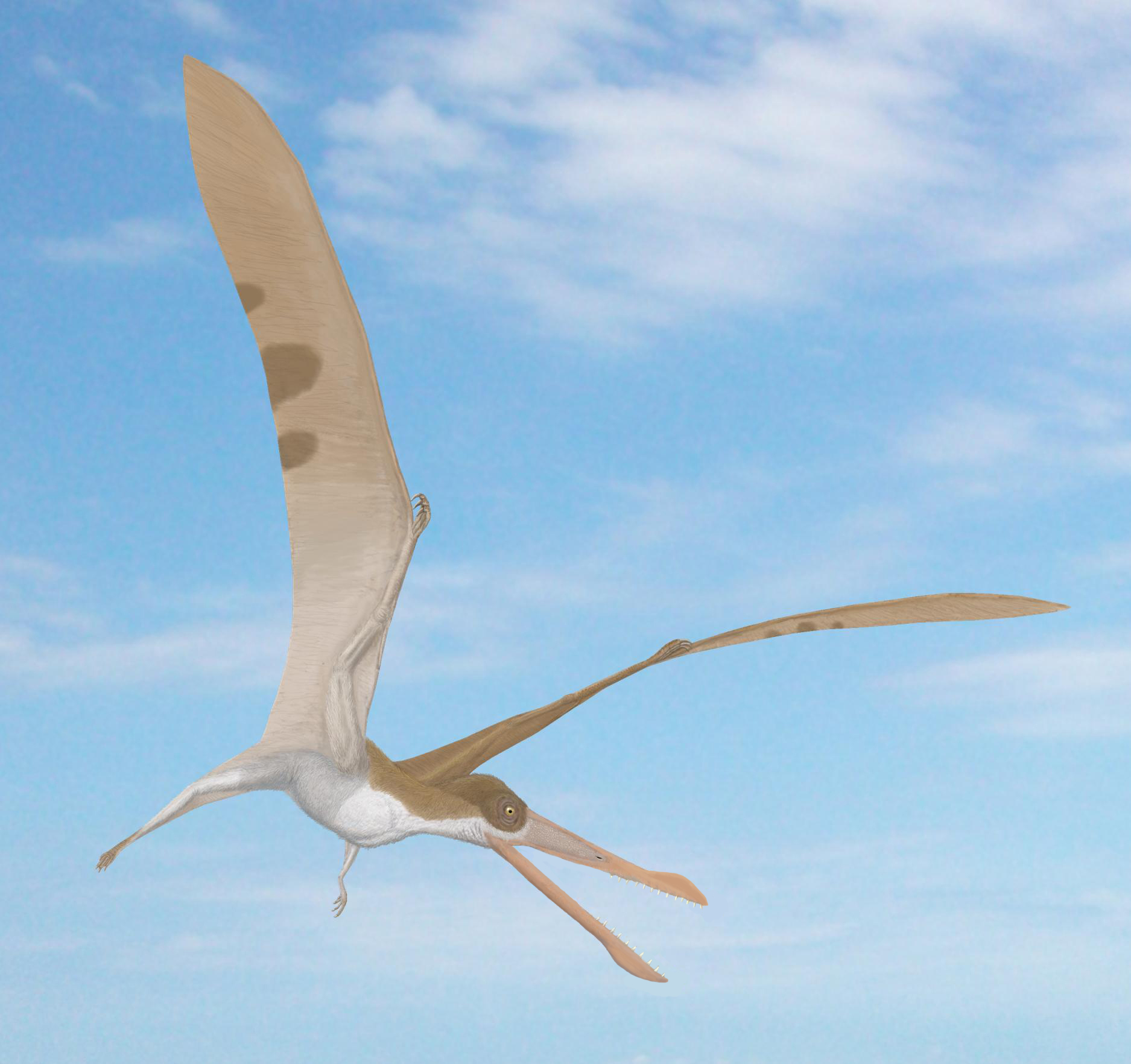
Recreació d'un Cearadactylus atrox
Recreació d'un Coloborhynchus piscator

Va ser nomenat el 1870 per Harry Govier Seeley de manera implícita formant una família Ornithocheiridae per al gènere recentment nomenat Ornithocheirus del Cretaci. El 1891 es va utilitzar el nom pròpiament. Algunes fonts citen que el primer ús va ser realitzat per Alfred Zittel el 1902. Amb el temps, molts gèneres van ser assignats a la família i també van ser retirats. D'acord amb algunes anàlisis recents, els Anhangueridae de la formació de Santana del Cretaci inferior del Brasil pertanyen a la mateixa família, sent la subfamília Anhanguerinae, en altres no. Aquesta incertesa fa que sigui possible que el grup sigui monoespecífic (compost d'una sola espècie), el que faria a terme superflu.

## Classificació
Llista de gèneres de la família Ornithocheiridae segons Unwin (2006), excepte quan s'indiqui el contrari.
- † Aetodactylus[4]
- † Anhanguera
- † Arthurdactylus
- † Barbosania
- † Brasileodactylus
- † Caulkicephalus
- † Cearadactylus ?
- † Coloborhynchus
- † Ferrodraco[5]
- † Haopterus
- † Liaoningopterus
- † Liaoxipterus
- † Ludodactylus
- † Ornithocheirus (Gènere tipus)
- † Piksi[6]
- † Siroccopteryx[1]
- † Uktenadactylus[1]